# Группа новостей
Гру́ппа новосте́й (англ. newsgroup; другое название ньюсгру́ппа или ньюзгру́ппа) — электронная доска объявлений, виртуальное вместилище сообщений в технологии NNTP, аналог канала в IRC. Иногда вместо термина группа новостей не вполне грамотно используется конференция. Группы обозначаются названиями, состоящими из слов, разделённых точками (.), например, gnu.emacs.help.
Термин группа новостей является сугубо техническим и ничего не говорит о принадлежности, назначении или правилах управления новостным ресурсом. Большинство существующих групп новостей принадлежит Usenet, однако, так как NNTP-технологию используют не только в Usenet, то существуют группы новостей, не имеющие к Usenet никакого отношения, частные, управляемые по своим правилам.
Из не-Usenetовских групп для русскоязычных пользователей представляет особый интерес шлюз fido7.
Существуют программы (ifmail, fidogate), осуществляющие преобразование сообщения из формата FTSC-0001 в формат RFC 1036.
Узел Usenet (и, соответственно, Фидонет), на котором установлена такая программа, выполняет роль «шлюза» между двумя сетями.
Узел ddt.demos.su(2:5020/400) обеспечивает шлюзование конференций Fidonet в Интернете в виде групп новостей.